# Pseudoterpna aurata
Pseudoterpna aurata är en fjärilsart som beskrevs av Bretschneider 1951. Pseudoterpna aurata ingår i släktet Pseudoterpna och familjen mätare. Inga underarter finns listade.